# 1,3-プロパンジチオール
1,3-プロパンジチオール（英語: 1,3-propanedithiol）は、化学式が HSCH2CH2CH2SH の化合物である。このジチオールは有機合成の試薬として用いられる。この液体は市販されており、強烈な悪臭を有する。

## 有機合成での利用
1,3-プロパンジチオールは主に、ジチアンの可逆的形成によるアルデヒドやケトンの保護に使用される。典型的な反応は、ホルムアルデヒドからの1,3-ジチアンの生成である。このジチアンの反応性は、極性変換の概念を示している。アルキル化はチオエーテル、例えば1,5-ジチアシクロオクタンを与える。
1,3-プロパンジチオールの不快臭は、同様の誘導体を生成する代替試薬の開発を促した。
1,3-プロパンジチオールはチアパミルの合成にも使用される。

## 無機合成での利用
1,3-プロパンジチオールは金属イオンと反応してキレート環を形成する。ドデカカルボニル三鉄との反応によるプロパンジチオラートヘキサカルボニル二鉄の合成はその一例である。
Fe3(CO)12 +  C3H6(SH)2  →   Fe2(S2C3H6)(CO)6  +  H2  +  Fe(CO)5  +  CO

## 安全性
1,3-プロパンジチオールの悪臭は漂白剤で中和できる。